# Воленпопек Лејк Естејтс (Пенсилванија)
Воленпопек Лејк Естејтс (енгл. Wallenpaupack Lake Estates) насељено је место без административног статуса у америчкој савезној држави Пенсилванија.

## Демографија
По попису из 2010. године број становника је 1.279.
| Група             | 2000.    | 2010.         |
| Белци             | 0 (0,0%) | 1.192 (93,2%) |
| Афроамериканци    | 0 (0,0%) | 30 (2,3%)     |
| Азијати           | 0 (0,0%) | 4 (0,3%)      |
| Хиспаноамериканци | 0 (0,0%) | 46 (3,6%)     |
| Укупно            | 0        | 1.279         |